# Henryk Dębski
Henryk Dębski (ur. 1950, zm. 1985) – polski morderca i pedofil skazany na karę śmierci i stracony za zamordowanie dwóch dziewczynek w latach 1980–1981.

## Zbrodnie
W czerwcu 1980 roku na jednym z osiedli w Suwałkach zaginęła 2,5-letnia Ania N. Dziecko bawiło się przed blokiem, podczas gdy matka od czasu do czasu zerkała z mieszkania na 3 piętrze, kontrolując, czy córka przebywa na placu zabaw. Natychmiastowe powiadomienie milicji i poszukiwania zaginionej Ani nie dały żadnych rezultatów. Ustalono jedynie, że dziecko oddaliło się z placu zabaw trzymane za rękę przez niewysokiego, młodego mężczyznę. Pomimo intensywnych, 3-dniowych poszukiwań nie odnaleziono dziecka. Po roku od zaginięcia dozorca jednego z miejscowych zakładów zauważył wygrzebane z ziemi (najprawdopodobniej przez psa) szczątki małego dziecka. Zwłoki były już zeszkieletowane, ale po resztkach garderoby rodzice rozpoznali zaginioną rok wcześniej Anię N. Dziecko zostało zamordowane, nie znano jednak motywu zbrodni ani sprawcy. Zachodziło podejrzenie, że sprawca działa seryjnie. Przypuszczenia sprawdziły się, gdy w listopadzie 1981 roku na osiedlu domków przy nadleśnictwie w Augustowie zaginęła 8-letnia Agata Szandar. Poszukiwania dziecka doprowadziły do odkrycia w pobliskim lesie częściowo obnażonych zwłok dziewczynki. Dziecko zostało najpierw uduszone, a później zgwałcone.

## Dewiant
Intensywne śledztwo doprowadziło do ujęcia sprawcy. Okazał się nim 31-letni Henryk Dębski, kawaler z wykształceniem podstawowym, zamieszkały we wsi Krasnybór, syn rolnika i pracownik PKP. Często przesiadywał w lokalnych barach w Augustowie, a wielu dzieciom znany był jako tzw. „dobry wujek”, pan, który częstuje dzieci lizakami, rozmawia z nimi na placach zabaw, często bierze udział w tych zabawach. W śledztwie Henryk Dębski zmieniał wyjaśnienia, opowiedział jednak szczegółowo o morderstwach obu dziewczynek. Przyznał, że widok 2,5-letniej Ani N. i łatwość nawiązania kontaktu sprawiły, że nabrał chęci, aby „popieścić się”, opowiadał, że dziecko poszło z nim spokojnie, bo myślało, że jest jej wujkiem, a kiedy zaczął je molestować rozpłakało się, wówczas zatkał ręką buzię dziewczynki, chwycił ją za szyję i uniósł do góry, po pewnym czasie ciało zrobiło się bezwładne.

## Proces i kara
Badania psychiatryczne wykazały, że Dębski był w pełni władz umysłowych podczas dokonywanych czynów, dziś można jednak stwierdzić, że był człowiekiem chorym, a jego pedofilia przybierała wyjątkowo impulsywny charakter. Podczas wizji lokalnych bał się samosądu – na miejscach zbrodni zbierał się agresywny tłum ludzi. Oskarżony o zabicie 2,5-letniej Anny N. oraz zabicie i gwałt 8-letniej Agaty Szandar został skazany 19 maja 1984 roku, przez Sąd Wojewódzki w Suwałkach na karę śmierci przez powieszenie. Sąd Najwyższy nie uwzględnił rewizji obrońców. W piśmie z 18 lipca 1985 roku Rada Państwa nie skorzystała z prawa łaski (wyroki ustawowo wykonywano w ciągu 2-7 dni od otrzymania pisma z Rady Państwa). Egzekucję przez powieszenie wykonano w więzieniu na ulicy Rakowieckiej 37 w Warszawie.